# Danh sách tỷ phú Các Tiểu vương quốc Ả Rập Thống nhất theo giá trị tài sản
Dưới đây là danh sách các tỷ phú Các Tiểu vương quốc Ả Rập Thống nhất, dựa trên sự định giá thường niên về của cải và tài sản được tổng hợp, biên soạn và xuất bản trên tạp chí Forbes của Mỹ.

## Danh sách 6 tỷ phú giàu nhất Các Tiểu vương quốc Ả Rập Thống nhất
| Thứ hạng | Họ và tên                    | Năm sinh | Quốc tịch                            | Giá trị tài sản (tỷ đô la Mỹ) | Nguồn gốc tài sản        |
| -------- | ---------------------------- | -------- | ------------------------------------ | ----------------------------- | ------------------------ |
| 1        | Majid Al Futtaim             |          | Các Tiểu vương quốc Ả Rập Thống nhất | 10,92                         | Bất động sản, bán lẻ     |
| 2        | Abdulla Al Ghurair           | 1930     | Các Tiểu vương quốc Ả Rập Thống nhất | 6,8                           | Đa dạng                  |
| 3        | Abdulla Al Futtaim           |          | Các Tiểu vương quốc Ả Rập Thống nhất | 4,1                           | Đại lý ô tô, đầu tư      |
| 4        | Hussain Sajwani              | 1953     | Các Tiểu vương quốc Ả Rập Thống nhất | 4,9                           | Bất động sản             |
| 5        | Saif Ahmad Al Ghurair        | 1924     | Các Tiểu vương quốc Ả Rập Thống nhất | 2,1                           | Đa dạng                  |
| 6        | Khalifa Bin Butti Al Muhairi | 1978     | Các Tiểu vương quốc Ả Rập Thống nhất | 1,5                           | Y tế, đổi tiền và bán lẻ |